# Phaneroptera cleomis
Phaneroptera cleomis is een rechtvleugelig insect uit de familie sabelsprinkhanen (Tettigoniidae). De wetenschappelijke naam van deze soort is voor het eerst geldig gepubliceerd in 1974 door Ayal, Broza & Pener.